# Gaspard Bovier-Lapierre
Pour les articles homonymes, voir Bovier-Lapierre, Bovier et Lapierre.
Gaspard Bovier-Lapierre, né en 1823 et mort en 1906, est un mathématicien français.
Il fut professeur d'université, officier de l'instruction publique, membre de la société de linguistique de Paris, auteur de divers ouvrages d’enseignement, d’un dictionnaire universel et d’ouvrages religieux.